# Justine Greening
Justine Greening (Rotherham, 30 aprile 1969) è una politica britannica, ex membro del Partito Conservatore e attualmente politico indipendente. Ha ricoperto la carica di Segretario di Stato per lo sviluppo internazionale.
Venne eletta alla Camera dei comuni alle elezioni generali del 2005 nel collegio di Putney, che ancora oggi rappresenta. È stata inserita tra le 100 donne più potenti del Regno Unito da Woman's Hour su BBC Radio 4. Si è dimessa da Segretaria all'Istruzione nel rimpasto di Gabinetto del gennaio 2018. Il 3 settembre 2019, Greening ha annunciato che non si sarebbe candidata come conservatrice alle successive elezioni generali e successivamente si è ritirata dal partito.

## Formazione
Dopo aver frequentato la Oakwood Comprehensive School, Justine Greening ha studiato economia all'Università di Southampton, laureandosi con lode nel 1990. Ha conseguito un Master in business administration presso la London Business School nel 2000. Ha poi lavorato come commercialista presso PricewaterhouseCoopers, GlaxoSmithKline e Centrica.

## Carriera politica

### Deputata alla Camera dei comuni

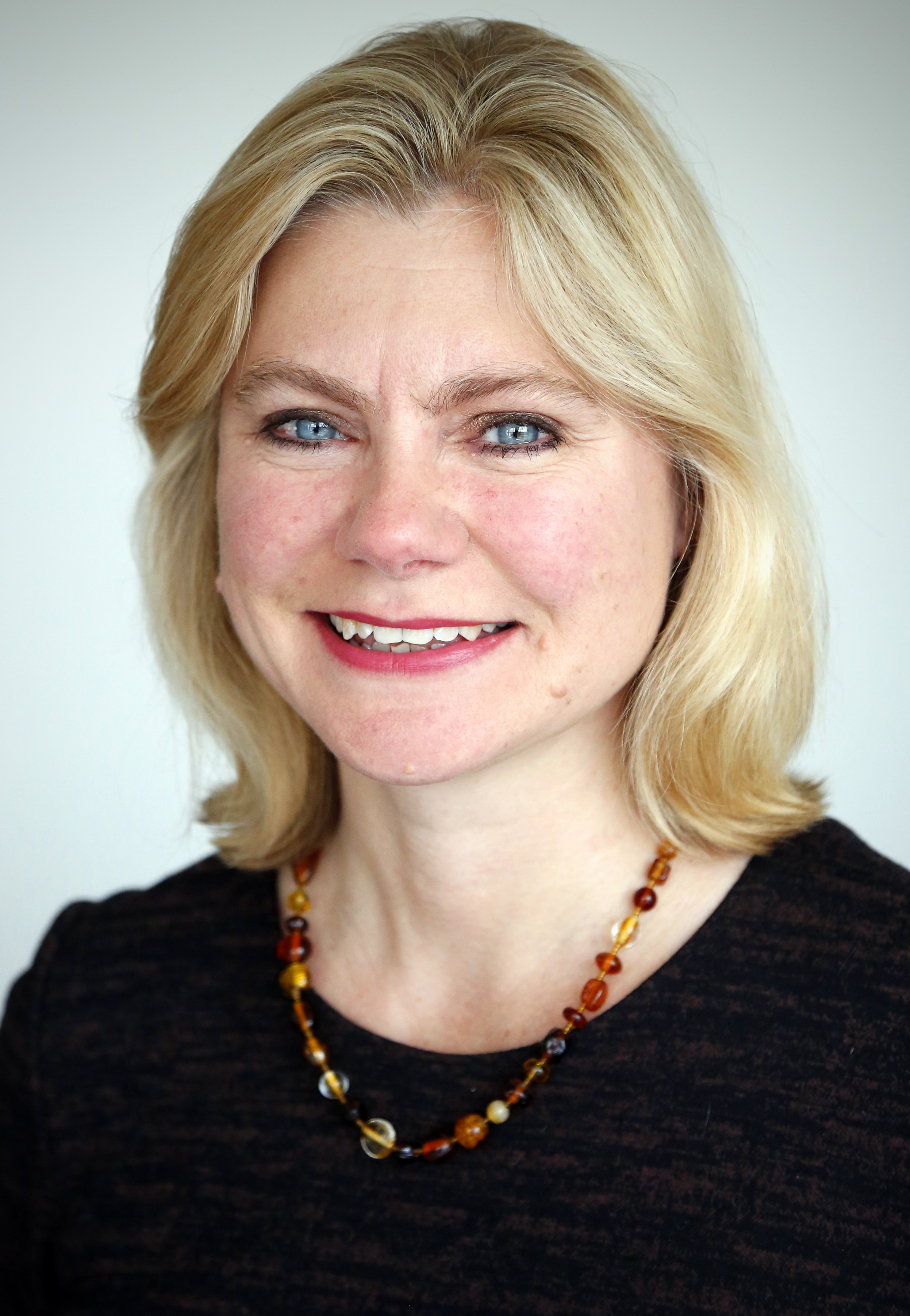
Justine Greening nel 2015

Alle elezioni generali del 5 maggio 2005, è stata eletta per la prima volta come membro del Partito Conservatore alla Camera dei Comuni, dove rappresenta il successore del politico del Partito Laburista Tony Colman per il collegio elettorale di Putney. Fino all'elezione di Chloe Smith alle elezioni suppletive del 2009 è stata la più giovane scrittrice conservatrice Tories.
Dopo la vittoria elettorale del Partito Conservatore alle elezioni generali del 6 maggio 2010 è divenuta segretaria del tesoro (Segretario economico al tesoro). Quando il Segretario alla Difesa Liam Fox fu criticato per aver ritirato i contatti privati e professionali e rassegnato le dimissioni, il 14 ottobre 2011 è stata il successore del ministro dei Trasporti, Philip Hammond, che a sua volta era succeduto a Fox nel ruolo di ministro della Difesa. Justine Greening è attualmente il quinto ministro, in quanto vista come un segno su cui i conservatori vogliono riguadagnare il sostegno cadente tra gli elettori femminili. Il suo successore come Segretario del Tesoro è stata Chloe Smith.

### Segretario di Stato per i trasporti
Uno dei suoi primi incarichi come ministro dei trasporti sarà la rassicurazione di una "ribellione" interna ai banchi contro il previsto sistema ad alta velocità della British Rail HS2. Inoltre, dovrà essere d'accordo con Norman Baker su una linea politica unificata. Baker, membro partner della coalizione dei Liberal Democratici, è il sottosegretario parlamentare per gli autobus, taxi, pedoni, ciclisti e sistemi di parcheggio nel Ministero, ed è conosciuto come un uomo a parte.

### Segretario di Stato per l'istruzione

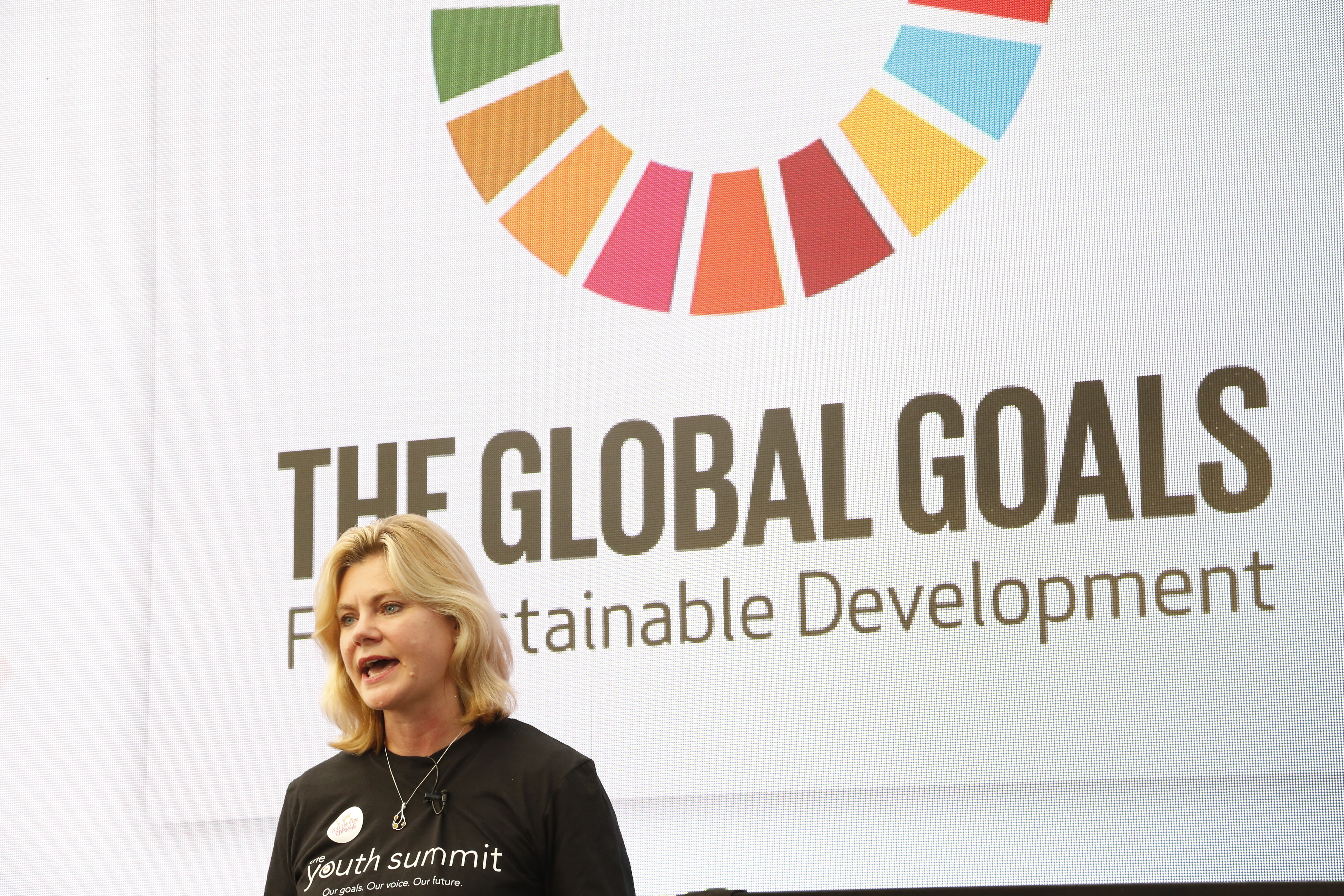
Justine Greening allo Youth Summit.

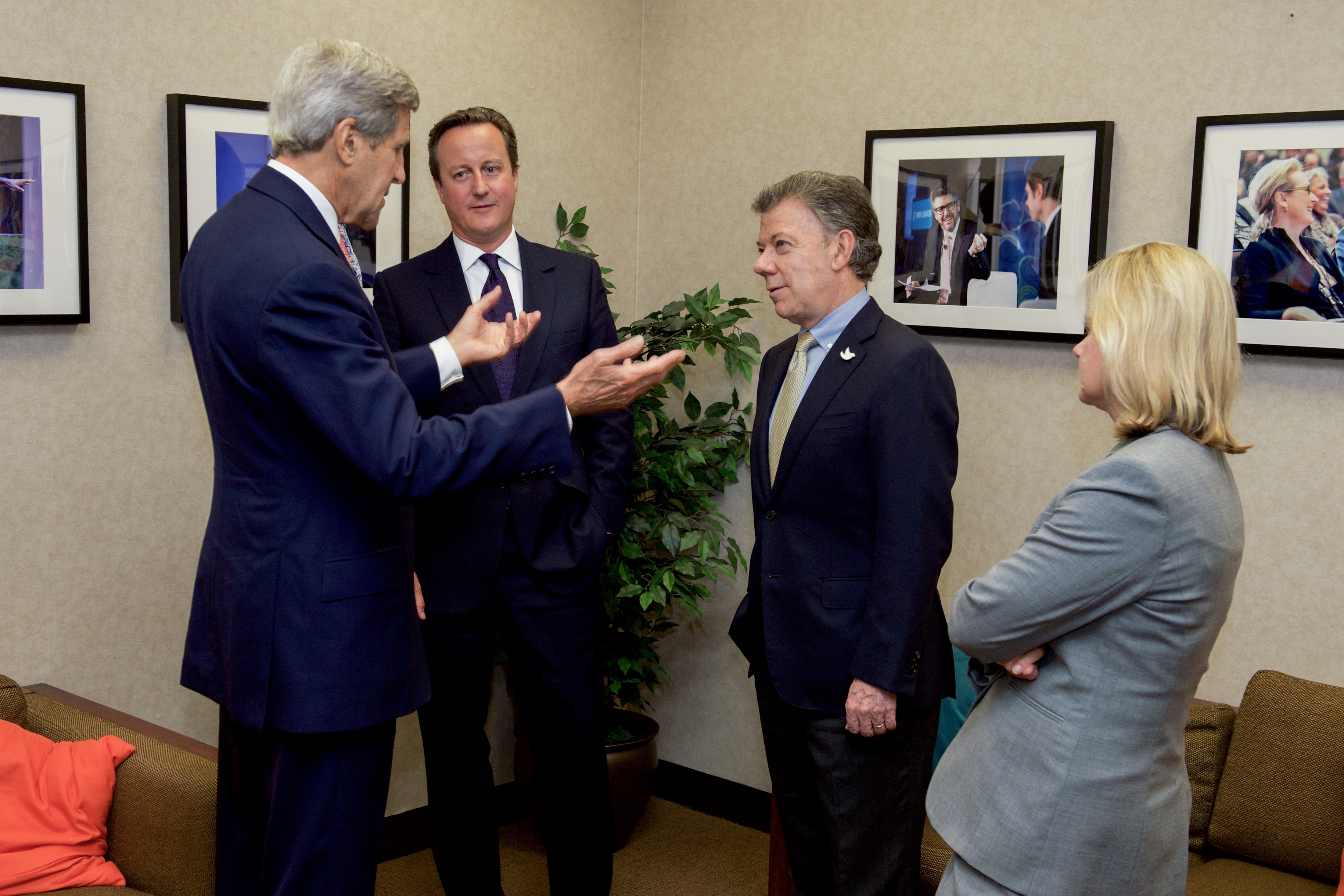
Justine Greening insieme al Segretario di Stato americano John Kerry, il primo ministro David Cameron e il presidente colombiano Juan Manuel Santos prima di partecipare a un evento della Fondazione Ford a New York, il 27 settembre 2015.

Justine Greening nel mese del luglio 2016 è divenuta ministro dell'Istruzione nel governo di Theresa May. In un cambio di posizioni ministeriali del suo gabinetto nel gennaio 2018, il primo ministro Theresa May ha cercato di rimpiazzare dopo le notizie della stampa il ministro dell'Istruzione e di trasferirlo al Ministero del lavoro e delle pensioni. Quando il suo tentativo di impedire il trasferimento fallì, Greening annunciò l'8 gennaio 2018, sorprendentemente, le sue dimissioni. Il suo successore come Ministro della Pubblica Istruzione è stato Damian Hinds, incaricato lo stesso giorno.

## Vita privata
Nel giugno 2016, Greening ha rivelato su Twitter di essere in una "felice relazione omosessuale". Riferendosi al referendum sull'adesione all'UE, ha aggiunto: "Ho fatto campagna per diventare più forte, ma a volte stai meglio fuori!" In precedenza Greening aveva una relazione con Mark Clarke, ex candidato parlamentare conservatore per Tooting che fu espulso dal partito per il suo coinvolgimento in uno scandalo di bullismo tra giovani membri.

## Stili
- Miss Justine Greening (1969–1987)
- Ms Justine Greening (1987–2005)
- Ms Justine Greening MP (2005–2011)
- The Right Honourable Justine Greening MP (2011–2019)
- The Right Honourable Justine Greening (2019–presente)